# Danh sách tỷ phú Nhật Bản theo giá trị tài sản
Danh sách dưới đây liệt kê những người giàu nhất Nhật Bản theo giá trị tài sản, dựa trên bản danh sách được công bố thường niên trên tạp chí Forbes của Mỹ.

## Danh sách 50 tỷ phú giàu nhất Nhật Bản năm 2015
Dựa trên danh sách những người giàu nhất Nhật Bản năm 2015 của tạp chí Forbes
Chú thích:

     Tỷ phú gốc Cao Ly
| Thứ hạng | Họ và tên                       | Năm sinh   | Giá trị tài sản (tỷ đô la Mỹ) | Nguồn gốc tài sản                   | Ghi chú                                    |
| -------- | ------------------------------- | ---------- | ----------------------------- | ----------------------------------- | ------------------------------------------ |
| 1        | Tadashi Yanai                   | 1949       | 21,1                          | Fast Retailing                      |                                            |
| 2        | Masayoshi Son                   | 1957       | 13,9                          | Softbank                            |                                            |
| 3        | Nobutada Saji và gia đình       | 1945       | 10,9                          | Suntory                             |                                            |
| 4        | Hiroshi Mikitani                | 1965       | 10,5                          | Rakuten                             |                                            |
| 5        | Takemitsu Takizaki              | 1945       | 8,8                           | Keyence                             |                                            |
| 6        | Keiichiro Takahara              | 1931       | 5,4                           | Unicharm                            |                                            |
| 7        | Han Chang-Woo và gia đình       | 1931       | 4,9                           | Maruhan                             |                                            |
| 8        | Kunio Busujima và gia đình      | 1925       | 4,4                           | Sankyo                              |                                            |
| 9        | Masatoshi Ito                   | 1924       | 3,8                           | Seven & I Holdings Co.              |                                            |
| 10       | Akira Mori và gia đình          | 1936       | 3,8                           | Mori Trust                          |                                            |
| 11       | Masahiro Miki                   | 1955       | 3,5                           | ABC-Mart                            |                                            |
| 12       | Shigenobu Nagamori              | 1944       | 3,1                           | Nidec                               |                                            |
| 13       | Yoshiko Mori                    | 1940       | 2,8                           | Mori Building Company               | Vợ góa của ông Minoru Mori                 |
| 14       | Yasumitsu Shigeta               | 1965       | 2,1                           | Hikari Tsushin                      |                                            |
| 15       | Anh em nhà Kinoshita            | 1941 (...) | 2,1                           | Acom                                | Kyosuke, Shigeyoshi và Katsuhiro Kinoshita |
| 16       | Takao Yasuda                    | 1949       | 2                             | Don Quijote                         |                                            |
| 17       | Akio Nitori                     | 1944       | 1,9                           | Nitori                              |                                            |
| 18       | Naruatsu Baba                   | 1978       | 1,7                           | Colopl                              |                                            |
| 19       | Minoru và Yuji Otsuka           | (...) 1953 | 1,7                           | Otsuka Corporation                  |                                            |
| 20       | Anh em nhà Kanazawa             |            | 1,6                           | Sanyo Bussan                        | Yokyu, Zenkyu và Shinkyu Kanazawa          |
| 21       | Hiroko Takei và gia đình        | 194x       | 1,6                           | Takefuji                            | Vợ góa của ông Yasuo Takei                 |
| 22       | Anh em nhà Tada                 |            | 1,6                           | Sundrug                             | Naoki và Takashi Tada                      |
| 23       | Yusaku Maezawa                  | 1975       | 1,5                           | Zozotown                            |                                            |
| 24       | Kenji Kasahara                  | 1975       | 1,07                          | mixi                                |                                            |
| 25       | Katsumi Tada                    | 1945       | 1,5                           | Daito Trust Construction            |                                            |
| 26       | Hirokazu Sugiura và gia đình    | 1950       | 1,4                           | Sugi Holdings                       |                                            |
| 27       | Chizuko và Michio Matsui        |            | 1,3                           | Matsui Securities                   |                                            |
| 28       | Kazuo Okada và gia đình         | 1942       | 1,3                           | Universal Entertainment Corporation |                                            |
| 29       | Soichiro Fukutake               | 1945       | 1,2                           | Benesse                             |                                            |
| 30       | Yoshikazu Tanaka                | 1977       | 1,1                           | GREE, Inc.                          |                                            |
| 31       | Yoshiyuki Sankai                | 1959       | 1,1                           | Cyberdyne Inc.                      |                                            |
| 32       | Kazuo Inamori và gia đình       | 1932       | 1,1                           | Kyocera                             |                                            |
| 33       | Nobutoshi Shimamura và gia đình | 1926       | 1,1                           | Shimamura                           |                                            |
| 34       | Shoji Uehara                    | 1927       | 1                             | Taisho Pharmaceutical               |                                            |
| 35       | Hiroshi Ishibashi               | 1946       | 0,98                          | Bridgestone                         |                                            |
| 36       | Yoji Sato và gia đình           | 1949       | 0,965                         | Dynam                               |                                            |
| 37       | Masayuki Ishihara               | 1948       | 0,95                          | Heiwa                               |                                            |
| 38       | Hajime Satomi                   | 1942       | 0,925                         | Sega Sammy Holdings                 |                                            |
| 39       | Muneaki Masuda                  | 1951       | 0,91                          | Culture Convenience Club            |                                            |
| 40       | Ryoichi Jinnai                  | 1926       | 0,9                           | Promise                             |                                            |
| 41       | Masahiro Noda                   | 1938       | 0,87                          | Obic                                |                                            |
| 42       | Yasuhiro Fukushima              | 1947       | 0,85                          | Square Enix                         |                                            |
| 43       | Susumu Fujita                   | 1973       | 0,78                          | Cyber Agent                         |                                            |
| 44       | Kagemasa Kōzuki                 | 1940       | 0,75                          | Konami                              |                                            |
| 45       | Yoshitaka Fukuda                | 1948       | 0,74                          | Aiful                               |                                            |
| 46       | Yoshiko Shinohara               | 1934       | 0,68                          | Tempstaff                           |                                            |
| 47       | Masatoshi Kumagai               | 1963       | 0,67                          | GMO Internet                        |                                            |
| 48       | Satoshi Suzuki                  | 1954       | 0,65                          | Pola                                |                                            |
| 49       | Tetsuro Funai                   | 1927       | 0,63                          | Funai                               |                                            |
| 50       | Kentaro Ogawa và gia đình       | 1948       | 0,6                           | Zensho                              |                                            |

## Danh sách 50 tỷ phú giàu nhất Nhật Bản năm 2013
Dựa trên danh sách những người giàu nhất Nhật Bản năm 2013 của tạp chí Forbes
Chú thích:

     Tỷ phú gốc Cao Ly
| Thứ hạng | Họ và tên                    | Năm sinh | Giá trị tài sản (tỷ đô la Mỹ) | Nguồn gốc tài sản                   | Ghi chú                                     |
| -------- | ---------------------------- | -------- | ----------------------------- | ----------------------------------- | ------------------------------------------- |
| 1        | Masayoshi Son                | 55       | US$22.3 billion               | Softbank                            |                                             |
| 2        | Tadashi Yanai & family       | 64       | US$15.5 billion               | Fast Retailing                      |                                             |
| 3        | Nobutada Saji & family       | 67       | US$10.7 billion               | Suntory                             |                                             |
| 4        | Hiroshi Mikitani             | 50       | US$6.4 billion                | Rakuten                             |                                             |
| 5        | Kunio Busujima & family      | 88       | US$5.2 billion                | Sankyo                              |                                             |
| 6        | Akira Mori & family          | 77       | US$5 billion                  | Mori Trust                          |                                             |
| 7        | Takemitsu Takizaki           | 68       | US$4.7 billion                | Keyence                             |                                             |
| 8        | Han Chang-Woo & family       | 82       | US$3.4 billion                | Maruhan                             |                                             |
| 9        | Keiichiro Takahara           | 82       | US$3.3 billion                | Unicharm                            |                                             |
| 10       | Masatoshi Ito                | 89       | US$2.8 billion                | Seven & I Holdings Co.              |                                             |
| 11       | Shoji Uehara                 | 84       | US$2.5 billion                | Taisho Pharmaceutical               |                                             |
| 12       | Masahiro Miki                | 57       | US$2.4 billion                | ABC-Mart                            |                                             |
| 13       | Hiroshi Yamauchi             | 85       | US$2.1 billion                | Nintendo                            |                                             |
| 14       | Hiroko Takei & family        |          | US$2 billion                  | Takefuji                            | The late Yasuo Takei's widow                |
| 15       | Yoshikazu Tanaka             | 36       | US$1.9 billion                | GREE, Inc.                          |                                             |
| 16       | Yasumitsu Shigeta            | 48       | US$1.65 billion               | Hikari Tsushin                      |                                             |
| 17       | Kanazawa brothers            |          | US$1.6 billion                | Sanyo Bussan                        |                                             |
| 18       | Kinoshita brothers           |          | US$1.56 billion               | Acom                                | Kyosuke, Shigeyoshi and Katsuhiro Kinoshita |
| 19       | Katsumi Tada                 | 68       | US$1.52 billion               | Daito Trust Construction            |                                             |
| 20       | Kazuo Okada & family         | 70       | US$1.5 billion                | Universal Entertainment Corporation |                                             |
| 21       | Chizuko & Michio Matsui      |          | US$1.4 billion                | Matsui Securities                   |                                             |
| 22       | Minoru & Yuji Otsuka         |          | US$1.34 billion               | Otsuka Corporation                  |                                             |
| 23       | Shigenobu Nagamori           | 68       | US$1.3 billion                | Nidec                               |                                             |
| 24       | Tada brothers                |          | US$1.26 billion               | Sundrug                             | Naoki and Takashi Tada                      |
| 25       | Soichiro Fukutake            | 67       | US$1.25 billion               | Benesse                             |                                             |
| 26       | Kagemasa Kozuki              | 72       | US$1.2 billion                | Konami                              |                                             |
| 27       | Hajime Satomi                | 71       | US$1.17 billion               | Sega Sammy Holdings                 |                                             |
| 28       | Ryoichi Jinnai               | 86       | US$1.1 billion                | Promise                             |                                             |
| 29       | Takao Yasuda                 | 64       | US$1.08 billion               | Don Quijote                         |                                             |
| 30       | Kanbee Kokubu & family       | 74       | US$1.07 billion               | Kokubu                              |                                             |
| 31       | Nobutoshi Shimamura & family | 87       | US$1.1 billion                | Shimamura                           |                                             |
| 32       | Akio Nitori                  | 69       | US$1.2 billion                | Nitori                              |                                             |
| 33       | Yoshiko Mori                 | 72       | US$1 billion                  | Mori Building Company               | The late Minoru Mori's widow                |
| 34       | Kazuo Inamori & family       | 81       | US$960 million                | Kyocera                             |                                             |
| 35       | Masayuki Ishihara & family   | 64       | US$930 million                | Heiwa                               |                                             |
| 36       | Hirokazu Sugiura & family    | 62       | US$910 million                | Sugi Holdings                       |                                             |
| 37       | Yoji Sato & family           | 67       | US$890 million                | Dynam                               |                                             |
| 38       | Muneaki Masuda               | 62       | US$850 million                | Culture Convenience Club            |                                             |
| 39       | Hiroshi Ishibashi            | 66       | US$820 million                | Bridgestone                         |                                             |
| 40       | Nobuyoshi Fujisawa           | 43       | US$820 million                | J Trust                             |                                             |
| 41       | Tetsuro Funai                | 86       | US$750 million                | Funai                               |                                             |
| 42       | Yusaku Maezawa               | 37       | US$740 million                | Zozotown                            |                                             |
| 43       | Kentaro Ogawa & family       | 65       | US$730 million                | Zensho                              |                                             |
| 44       | Yoshitaka Fukuda             | 65       | US$630 million                | Aiful                               |                                             |
| 45       | Yasuhiro Fukushima           | 65       | US$570 million                | Square Enix                         |                                             |
| 46       | Masahiro Noda                | 74       | US550$ million                | Obic                                |                                             |
| 47       | Tomoko Namba                 | 51       | US550$ million                | DeNA                                |                                             |
| 48       | Eitaro Itoyama               | 71       | US$500 million                | Shin Nihon Kanko                    |                                             |
| 49       | Hiroyuki Inoue               |          | US$450 million                | Yamato Kogyo                        |                                             |
| 50       | Shoichiro Toyoda             | 88       | US$400 million                | Toyota Motor Corporation            |                                             |

## Danh sách 40 tỷ phú giàu nhất Nhật Bản năm 2012
Dựa trên danh sách những người giàu nhất Nhật Bản năm 2012 của tạp chí Forbes
Chú thích:

     Tỷ phú gốc Cao Ly
| Thứ hạng | Họ và tên                    | Năm sinh | Giá trị tài sản (tỷ đô la Mỹ) | Nguồn gốc tài sản                   | Ghi chú                                     |
| -------- | ---------------------------- | -------- | ----------------------------- | ----------------------------------- | ------------------------------------------- |
| 1        | Tadashi Yanai & family       | 63       | US$10.6 billion               | Fast Retailing                      |                                             |
| 2        | Nobutada Saji & family       | 66       | US$7.9 billion                | Suntory                             |                                             |
| 3        | Masayoshi Son                | 54       | US$6.9 billion                | Softbank                            |                                             |
| 4        | Hiroshi Mikitani             | 47       | US$6.3 billion                | Rakuten                             |                                             |
| 5        | Kunio Busujima & family      | 86       | US$5.7 billion                | Sankyo                              |                                             |
| 6        | Takemitsu Takizaki           | 66       | US$4 billion                  | Keyence                             |                                             |
| 7        | Yoshikazu Tanaka             | 35       | US$3.5 billion                | GREE, Inc.                          |                                             |
| 8        | Akira Mori & family          | 75       | US$3.2 billion                | Mori Trust                          |                                             |
| 9        | Keiichiro Takahara           | 81       | US$2.9 billion                | Unicharm                            |                                             |
| 10       | Han Chang-Woo & family       | 81       | US$2.8 billion                | Maruhan                             |                                             |
| 11       | Hiroshi Yamauchi             | 84       | US$2.7 billion                | Nintendo                            |                                             |
| 12       | Masatoshi Ito                | 87       | US$2.6 billion                | Seven & I Holdings Co.              |                                             |
| 13       | Eitaro Itoyama               | 69       | US$2.5 billion                | Shin Nihon Kanko                    |                                             |
| 14       | Masahiro Miki                | 56       | US$2.4 billion                | ABC-Mart                            |                                             |
| 15       | Hiroko Takei & family        | 70       | US$2 billion                  | Takefuji                            | The late Yasuo Takei's widow                |
| 16       | Katsumi Tada                 | 66       | US$1.9 billion                | Daito Trust Construction            |                                             |
| 17       | Shigenobu Nagamori           | 67       | US$1.8 billion                | Nidec                               |                                             |
| 18       | Kazuo Okada & family         | 69       | US$1.6 billion                | Universal Entertainment Corporation |                                             |
| 19       | Soichiro Fukutake            | 66       | US$1.5 billion                | Benesse                             |                                             |
| 20       | Kanazawa brothers            |          | US$1.4 billion                | Sanyo Bussan                        |                                             |
| 21       | Kinoshita brothers           |          | US$1.3 billion                | Acom                                | Kyosuke, Shigeyoshi and Katsuhiro Kinoshita |
| 22       | Ryoichi Jinnai               | 85       | US$1.25 billion               | Promise                             |                                             |
| 23       | Akio Nitori                  | 68       | US$1.2 billion                | Nitori                              |                                             |
| 24       | Kanbei Kokubu & family       | 72       | US$1.18 billion               | Kokubu                              |                                             |
| 25       | Hajime Satomi                | 70       | US$1.15 billion               | Sega Sammy Holdings                 |                                             |
| 26       | Nobutoshi Shimamura & family | 86       | US$1.1 billion                | Shimamura                           |                                             |
| 27       | Minoru & Yuji Otsuka         | 89/59    | US$1.05 billion               | Otsuka Corporation                  |                                             |
| 28       | Tetsuro Funai                | 85       | US$1 billion                  | Funai                               |                                             |
| 29       | Yasumitsu Shigeta            | 47       | US$990 million                | Hikari Tsushin                      |                                             |
| 30       | Yusaku Maezawa               | 36       | US$950 million                | Zozotown                            |                                             |
| 31       | Kazuo Inamori & family       | 80       | US$940 million                | Kyocera                             |                                             |
| 32       | Takao Yasuda                 | 62       | US$930 million                | Don Quijote                         |                                             |
| 33       | Chizuko & Michio Matsui      | 57/58    | US$910 million                | Matsui Securities                   |                                             |
| 34       | Tada brothers                |          | US$900 million                | Sundrug                             | Naoki and Takashi Tada                      |
| 35       | Muneaki Masuda               | 61       | US$850 million                | Culture Convenience Club            |                                             |
| 36       | Shoji Uehara                 | 84       | US$800 million                | Taisho Pharmaceutical               |                                             |
| 37       | Hirokazu Sugiura & family    | 60       | US$740 million                | Sugi Holdings                       |                                             |
| 38       | Hiroshi Ishibashi            | 63       | US$670 million                | Bridgestone                         |                                             |
| 39       | Yasuhiro Fukushima           | 64       | US$660 million                | Square Enix                         |                                             |
| 40       | Kentaro Ogawa                | 64       | US$650 million                | Zensho                              |                                             |

## Danh sách 40 tỷ phú giàu nhất Nhật Bản năm 2010
Dựa trên danh sách những người giàu nhất Nhật Bản năm 2010 của tạp chí Forbes
| Thứ hạng | Họ và tên               | Năm sinh | Giá trị tài sản (tỷ đô la Mỹ) | Nguồn gốc tài sản                   | Ghi chú                                     |
| -------- | ----------------------- | -------- | ----------------------------- | ----------------------------------- | ------------------------------------------- |
| 1        | Tadashi Yanai           | 60       | US$9.2 billion                | Fast Retailing                      |                                             |
| 2        | Nobutada Saji           | 64       | US$8.6 billion                | Suntory                             |                                             |
| 3        | Akira Mori              | 73       | US$6.1 billion                | Mori Trust                          |                                             |
| 4        | Masayoshi Son           | 52       | US$5.6 billion                | Softbank                            |                                             |
| 5        | Kunio Busujima          | 84       | US$5.3 billion                | Sankyo                              |                                             |
| 6        | Hiroshi Mikitani        | 44       | US$4.7 billion                | Rakuten                             |                                             |
| 7        | Hiroshi Yamauchi        | 82       | US$3.8 billion                | Nintendo                            |                                             |
| 8        | Eitaro Itoyama          | 67       | US$3.4 billion                | Shin Nihon Kanko                    |                                             |
| 9        | Takemitsu Takizaki      | 64       | US$2.9 billion                | Keyence                             |                                             |
| 10       | Hiroko Takei            | 68       | US$2.5 billion                | Takefuji                            | The late Yasuo Takei's family               |
| 11       | Masahiro Miki           | 54       | US$2.1 billion                | ABC-Mart                            |                                             |
| 12       | Keiichiro Takahara      | 78       | US$1.95 billion               | Unicharm                            |                                             |
| 13       | Shigenobu Nagamori      | 65       | US$1.9 billion                | Nidec                               |                                             |
| 14       | Masatoshi Ito           | 85       | US$1.85 billion               | Ito-Yokado                          |                                             |
| 15       | Yokyu Kanzawa           |          | US$1.8 billion                | Sanyo Bussan                        |                                             |
| 16       | Katsumi Tada            | 64       | US$1.75 billion               | Daito Trust Construction            |                                             |
| 17       | Han Chang-Woo           | 78       | US$1.7 billion                | Maruhan                             |                                             |
| 18       | Yoshikazu Tanaka        | 32       | US$1.6 billion                | GREE, Inc.                          |                                             |
| 19       | Soichiro Fukutake       | 64       | US$1.4 billion                | Benesse                             |                                             |
| 20       | Minoru Mori             | 75       | US$1.35 billion               | Mori Building Company               |                                             |
| 21       | Tetsuro Funai           | 83       | US$1.3 billion                | Funai Electric                      |                                             |
| 22       | Ryoichi Jinnai          | 83       | US$1.25 billion               | Promise                             |                                             |
| 23       | Kanbei Kokubu           | 70       | US$1.2 billion                | Kokubu                              |                                             |
| 24       | Nobutoshi Shimamura     | 83       | US$1.1 billion                | Shimamura                           |                                             |
| 25       | Kinoshita brothers      |          | US$1.05 billion               | Acom                                | Kyosuke, Shigeyoshi and Katsuhiro Kinoshita |
| 26       | Kazuo Okada             | 67       | US$1 billion                  | Universal Entertainment Corporation |                                             |
| 27       | Chizuko & Michio Matsui | 55/56    | US$960 million                | Matsui Securities                   |                                             |
| 28       | Kazuo Inamori           | 78       | US$920 million                | Kyocera                             |                                             |
| 29       | Junichiro Takada        | 73       | US$900 million                | Takata Corporation                  |                                             |
| 30       | Akio Nitori             | 66       | US$890 million                | Nitori                              |                                             |
| 31       | Muneaki Masuda          | 59       | US$800 million                | Culture Convenience Club            |                                             |
| 32       | Hajime Satomi           | 68       | US$780 million                | Sega Sammy Holdings                 |                                             |
| 33       | Kenji Kasahara          | 34       | US$720 million                | mixi                                |                                             |
| 34       | Yasuhiro Fukushima      | 62       | US$710 million                | Square Enix                         |                                             |
| 35       | Tada brothers           |          | US$700 million                | Sundrug                             | Naoki and Takashi Tada                      |
| 36       | Minoru & Yuji Otsuka    | 87/56    | US$690 million                | Otsuka Corporation                  |                                             |
| 37       | Takao Yasuda            | 60       | US$690 million                | Don Quijote                         |                                             |
| 38       | Yasumitsu Shigeta       | 44       | US$660 million                | Hikari Tsushin                      |                                             |
| 39       | Shoji Uehara            | 82       | US$640 million                | Taisho Pharmaceutical               |                                             |
| 40       | Shoichiro Toyoda        | 84       | US$620 million                | Toyota Motor Corporation            |                                             |

## Danh sách 40 tỷ phú giàu nhất Nhật Bản năm 2007
Dựa trên danh sách những người giàu nhất Nhật Bản năm 2007 của tạp chí Forbes
| Thứ hạng | Họ và tên               | Năm sinh | Giá trị tài sản (tỷ đô la Mỹ) | Nguồn gốc tài sản        | Ghi chú                                     |
| -------- | ----------------------- | -------- | ----------------------------- | ------------------------ | ------------------------------------------- |
| 1        | Akira Mori              | 69       | US$5.5 billion                | Mori Trust               |                                             |
| 2        | Masayoshi Son           | 49       | US$5.45 billion               | Softbank                 |                                             |
| 3        | Hiroshi Yamauchi        | 79       | US$4.8 billion                | Nintendo                 |                                             |
| 4        | Kunio Busujima          | 82       | US$4.3 billion                | Sankyo                   |                                             |
| 5        | Hiroko Takei            | 65       | US$4 billion                  | Takefuji                 | The late Yasuo Takei's family               |
| 6        | Nobutada Saji           | 61       | US$3.9 billion                | Suntory                  |                                             |
| 7        | Eitaro Itoyama          | 65       | US$3.8 billion                | Shin Nihon Kanko         |                                             |
| 8        | Tadashi Yanai           | 58       | US$3.6 billion                | Fast Retailing           |                                             |
| 9        | Takemitsu Takizaki      | 62       | US$2.7 billion                | Keyence                  |                                             |
| 10       | Masatoshi Ito           | 83       | US$2.6 billion                | Ito-Yokado               |                                             |
| 11       | Yoshitaka Fukuda        | 59       | US$2.5 billion                | Aiful                    |                                             |
| 12       | Kinoshita brothers      |          | US$2.37 billion               | Acom                     | Kyosuke, Shigeyoshi and Katsuhiro Kinoshita |
| 13       | Hiroshi Mikitani        | 42       | US$2.2 billion                | Rakuten                  |                                             |
| 14       | Kazuo Okada             | 64       | US$2.1 billion                | Aruze                    |                                             |
| 15       | Fukuzo Iwasaki          | 82       | US$2 billion                  | Iwasaki Sangyo           |                                             |
| 16       | Toichi Takenaka         | 64       | US$1.9 billion                | Takenaka Corporation     |                                             |
| 17       | Masahiro Miki           | 51       | US$1.8 billion                | ABC-Mart                 |                                             |
| 18       | Kanbei Kokubu           | 68       | US$1.7 billion                | Kokubu                   |                                             |
| 19       | Ryoichi Jinnai          | 80       | US$1.4 billion                | Promise                  |                                             |
| 20       | Yasumitsu Shigeta       | 42       | US$1.37 billion               | Hikari Tsushin           |                                             |
| 21       | Tetsuro Funai           | 80       | US$1.34 billion               | Funai Electric           |                                             |
| 22       | Shigenobu Nagamori      | 53       | US$1.3 billion                | Nidec                    |                                             |
| 23       | Kenshin Oshima          | 59       | US$1.2 billion                | SFCG                     |                                             |
| 24       | Minoru & Yuji Otsuka    | 84/53    | US$1.16 billion               | Otsuka Corporation       |                                             |
| 25       | Han Chang-Woo           | 76       | US$1.16 billion               | Maruhan                  |                                             |
| 26       | Hajime Satomi           | 65       | US$1.14 billion               | Sega Sammy Holdings      |                                             |
| 27       | Soichiro Fukutake       | 61       | US$1.11 billion               | Benesse                  |                                             |
| 28       | Tadahiro Yoshida        | 60       | US$1.1 billion                | YKK                      |                                             |
| 29       | Chizuko & Michio Matsui | 52/54    | US$1.09 billion               | Matsui Securities        |                                             |
| 30       | Kazuo Inamori           | 75       | US$1 billion                  | Kyocera                  |                                             |
| 31       | Yasuhiro Fukushima      | 59       | US$900 million                | Square Enix              |                                             |
| 32       | Shosuke Idemitsu        | 79       | US$895 million                | Idemitsu Kosan           |                                             |
| 33       | Shoichiro Toyoda        | 82       | US$800 million                | Toyota Motor Corporation |                                             |
| 34       | Keiko & Yoichi Erikawa  | 58/56    | US$780 million                | Koei                     |                                             |
| 35       | Yusuke Miyama           | 61       | US$775 million                | Leopalace21              |                                             |
| 36       | Shoji Uehara            | 79       | US$770 million                | Taisho Pharmaceutical    |                                             |
| 37       | Ryuji Arai              | 61       | US$730 million                | Bic Camera               |                                             |
| 38       | Nobutoshi Shimamura     | 71       | US$650 million                | Shimamura                |                                             |
| 39       | Etsuko & Gen Fujita     | 77/NA    | US$630 million                |                          | The late Den Fujita's family                |
| 40       | Akio Nitori             | 63       | US$610 million                | Nitori                   |                                             |

## Danh sách 40 tỷ phú giàu nhất Nhật Bản năm 2006
Dựa trên danh sách những người giàu nhất Nhật Bản năm 2006 của tạp chí Forbes
| Thứ hạng | Họ và tên               | Năm sinh | Giá trị tài sản (tỷ đô la Mỹ) | Nguồn gốc tài sản        | Ghi chú                                     |
| -------- | ----------------------- | -------- | ----------------------------- | ------------------------ | ------------------------------------------- |
| 1        | Masayoshi Son           | 48       | US$7 billion                  | Softbank                 |                                             |
| 2        | Yasuo Takei             | 76       | US$5.6 billion                | Takefuji                 |                                             |
| 3        | Kunio Busujima          | 81       | US$5.4 billion                | Sankyo                   |                                             |
| 4        | Nobutada Saji           | 60       | US$5 billion                  | Suntory                  |                                             |
| 5        | Akira Mori              | 68       | US$4.9 billion                | Mori Trust               |                                             |
| 6        | Hiroshi Mikitani        | 41       | US$4.5 billion                | Rakuten                  |                                             |
| 7        | Tadashi Yanai           | 57       | US$4.4 billion                | Fast Retailing           |                                             |
| 8        | Eitaro Itoyama          | 64       | US$4.3 billion                | Shin Nihon Kanko         |                                             |
| 9        | Kinoshita brothers      |          | US$3.5 billion                | Acom                     | Kyosuke, Shigeyoshi and Katsuhiro Kinoshita |
| 10       | Masatoshi Ito           | 82       | US$3.3 billion                | Ito-Yokado               |                                             |
| 11       | Takemitsu Takizaki      | 61       | US$3 billion                  | Keyence                  |                                             |
| 12       | Yoshitaka Fukuda        | 58       | US$2.8 billion                | Aiful                    |                                             |
| 13       | Fukuzo Iwasaki          | 81       | US$2.4 billion                | Iwasaki Sangyo           |                                             |
| 14       | Hiroshi Yamauchi        | 78       | US$2.2 billion                | Nintendo                 |                                             |
| 15       | Yasumitsu Shigeta       | 41       | US$1.9 billion                | Hikari Tsushin           |                                             |
| 16       | Tetsuro Funai           | 79       | US$1.85 billion               | Funai Electric           |                                             |
| 17       | Ryoichi Jinnai          | 79       | US$1.75 billion               | Promise                  |                                             |
| 18       | Shigenobu Nagamori      | 52       | US$1.7 billion                | Nidec                    |                                             |
| 19       | Kazuo Okada             | 63       | US$1.55 billion               | Aruze                    |                                             |
| 20       | Minoru & Yuji Otsuka    | 83/52    | US$1.5 billion                | Otsuka Corporation       |                                             |
| 21       | Kenshin Oshima          | 58       | US$1.4 billion                | SFCG                     |                                             |
| 22       | Hideo Morita            | 54       | US$1.35 billion               | Sony                     | The late Akio Morita's son                  |
| 23       | Tadahiro Yoshida        | 59       | US$1.3 billion                | YKK                      |                                             |
| 24       | Soichiro Fukutake       | 60       | US$1.28 billion               | Benesse                  |                                             |
| 25       | Reijiro Kobayashi       | 78       | US$1.25 billion               | KOSÉ                     |                                             |
| 26       | Yoshiaki Tsutsumi       | 72       | US$1.2 billion                | Seibu Railway            |                                             |
| 27       | Hajime Satomi           | 64       | US$1.17 billion               | Sega Sammy Holdings      |                                             |
| 28       | Han Chang-Woo           | 75       | US$1.15 billion               | Maruhan                  |                                             |
| 29       | Toichi Takenaka         | 63       | US$1 billion                  | Takenaka Corporation     |                                             |
| 30       | Masakazu Shiiki         | 78       | US$980 million                | Sanyo Shinpan            |                                             |
| 31       | Kanbei Kokubu           | 67       | US$970 million                | Kokubu                   |                                             |
| 32       | Nobutoshi Shimamura     | 70       | US$925 million                | Shimamura                |                                             |
| 33       | Kazuo Inamori           | 74       | US$875 million                | Kyocera                  |                                             |
| 34       | Reijiro & Yasuo Hattori |          | US$850 million                | Seiko                    |                                             |
| 35       | Shoichiro Toyoda        | 81       | US$730 million                | Toyota Motor Corporation |                                             |
| 36       | Shoji Uehara            | 78       | US$710 million                | Taisho Pharmaceutical    |                                             |
| 37       | Yoji Sato               | 60       | US$705 million                | Dynam                    |                                             |
| 38       | Yasuhiro Fukushima      | 58       | US$700 million                | Square Enix              |                                             |
| 39       | Kenkichi Nakajima       | 85       | US$690 million                | Heiwa Corporation        |                                             |
| 40       | Muneaki Masuda          | 55       | US$680 million                | Culture Convenience Club |                                             |

## Danh sách 40 tỷ phú giàu nhất Nhật Bản năm 1996
Dựa trên danh sách tỷ phú thế giới năm 1996 của tạp chí Forbes
| Thứ hạng | Họ và tên           | Giá trị tài sản (tỷ đô la Mỹ) | Nguồn gốc tài sản        | Ghi chú                       |
| -------- | ------------------- | ----------------------------- | ------------------------ | ----------------------------- |
| 1        | Yoshiaki Tsutsumi   | US$9.2 billion                | Seibu Railway            |                               |
| 2        | Yasuo Takei         | US$5.2 billion                | Takefuji                 |                               |
| 3        | Masayoshi Son       | US$4.6 billion                | Softbank                 |                               |
| 4        | Masatoshi Ito       | US$4 billion                  | Ito-Yokado               |                               |
| 5        | Iwasaki family      | US$4 billion                  | Iwasaki Sangyo           |                               |
| 6        | Minoru & Akira Mori | US$3.9 billion                | Mori Building Company    |                               |
| 7        | Keizo Saji          | US$3.2 billion                | Suntory                  |                               |
| 8        | Kyosuke Kinoshita   | US$3.1 billion                | Acom                     |                               |
| 9        | Goroemon Yoshimoto  | US$2.5 billion                |                          |                               |
| 10       | Rinji Shino         | US$2.5 billion                |                          |                               |
| 11       | Yasuyuki Nambu      | US$2.5 billion                | Pasona                   |                               |
| 12       | Hisakichi Yamaguchi | US$2.4 billion                |                          |                               |
| 13       | Kanichiro Ishibashi | US$2.4 billion                | Bridgestone              |                               |
| 14       | Eitaro Itoyama      | US$2.3 billion                | Shin Nihon Kanko         |                               |
| 15       | Akio Morita         | US$2.3 billion                | Sony                     |                               |
| 16       | Akihiko Otsuka      | US$2.2 billion                | Otsuka Pharmaceutical    |                               |
| 17       | Kazuo Matsuda       | US$2.2 billion                |                          |                               |
| 18       | Masahiro Ohga       | US$2.1 billion                |                          |                               |
| 19       | Ryoichi Jinnai      | US$2.1 billion                | Promise                  |                               |
| 20       | Shoji Uehara        | US$1.9 billion                | Taisho Pharmaceutical    |                               |
| 21       | Masakuni Osano      | US$1.7 billion                | Kokusai Kogyo            | The late Kenji Osano's nephew |
| 22       | Kenkichi Nakajima   | US$1.6 billion                | Heiwa Corporation        |                               |
| 23       | Kunio Busujima      | US$1.6 billion                | Sankyo                   |                               |
| 24       | Kenshin Oshima      | US$1.5 billion                | SFCG                     |                               |
| 25       | Takemitsu Takizaki  | US$1.4 billion                | Keyence                  |                               |
| 26       | Hiroshi Yamauchi    | US$1.4 billion                | Nintendo                 |                               |
| 27       | Tadahiro Yoshida    | US$1.3 billion                | YKK                      |                               |
| 28       | Den Fujita          | US$1.3 billion                |                          |                               |
| 29       | Hiroshi Takei       | US$1.3 billion                |                          |                               |
| 30       | Masafumi Miyamoto   | US$1.3 billion                | Square                   |                               |
| 31       | Soichiro Fukutake   | US$1.3 billion                | Enix                     |                               |
| 32       | Masakazu Shiiki     | US$1.2 billion                | Sanyo Shinpan            |                               |
| 33       | Kenichi Mabuchi     | US$1.1 billion                | Mabuchi Motor            |                               |
| 34       | Kazuo Inamori       | US$1.1 billion                | Kyocera                  |                               |
| 35       | Isono family        | US$1.1 billion                | Meidi-Ya                 |                               |
| 36       | Renichi Takenaka    | US$1.1 billion                | Takenaka Corporation     |                               |
| 37       | Ryusuke Kimura      | US$1.1 billion                |                          |                               |
| 38       | Otani family        | US$1 billion                  |                          |                               |
| 39       | Toyoda family       | US$1 billion                  | Toyota Motor Corporation |                               |
| 40       | Junichi Murata      | US$1 billion                  | Murata Machinery         |                               |

## Danh sách 20 tỷ phú giàu nhất Nhật Bản năm 1991
Dựa trên danh sách tỷ phú thế giới năm 1991 của tạp chí Forbes
| Thứ hạng | Họ và tên                   | Giá trị tài sản (tỷ đô la Mỹ) | Nguồn gốc tài sản     | Ghi chú |
| -------- | --------------------------- | ----------------------------- | --------------------- | ------- |
| 1        | Taikichiro Mori             | US$15 billion                 | Mori Building Company |         |
| 2        | Yoshiaki Tsutsumi           | US$14 billion & more          | Seibu Railway         |         |
| 3        | Kitaro Watanabe             | US$7 billion & more           | Azabu Building        |         |
| 4        | Kenkichi Nakajima & family  | US$6.1 billion                | Heiwa Corporation     |         |
| 5        | Takenaka family             | US$5.4 billion                | Takenaka Corporation  |         |
| 6        | Yoneichi Otani & family     | US$5 billion                  | New Otani Hotels      |         |
| 7        | Hirotomo Takei              | US$4.5 billion                |                       |         |
| 8        | Tetsuo Ohga family          | US$4 billion & more           |                       |         |
| 9        | Hattori family              | US$3.5 billion                | Seiko                 |         |
| 10       | Ken Hayashibara             | US$3 billion                  | Hayashibara Co., Ltd. |         |
| 11       | Isono family                | US$3 billion                  | Meidi-Ya              |         |
| 12       | Junichi Murata & family     | US$3 billion                  | Murata Machinery      |         |
| 13       | Rinji Shino                 | US$3 billion                  |                       |         |
| 14       | Haruhiko Yoshimoto & family | US$3 billion                  |                       |         |
| 15       | Eitaro Itoyama              | US$2.9 billion                | Shin Nihon Kanko      |         |
| 16       | Hisakichi Yamaguchi         | US$2.9 billion                |                       |         |
| 17       | Al-Rajhi family             | US$2.8 billion                |                       |         |
| 18       | Yohachiro Iwasaki           | US$2.8 billion                | Iwasaki Sangyo        |         |
| 19       | Tadao Yoshida & family      | US$2.8 billion                |                       |         |
| 20       | Kiyoshi Sagawa              | US$2.7 billion                | Sagawa Express        |         |